# Finn Hågen Krogh
Finn Hågen Krogh (Alta, 6 september 1990) is een Noorse langlaufer. Hij vertegenwoordigde zijn vaderland op de Olympische Winterspelen 2018 in Pyeongchang.

## Carrière
Bij zijn wereldbekerdebuut, in januari 2011 in Liberec, scoorde Krogh direct zijn eerste wereldbekerpunten. Op 20 maart 2011 boekte hij in Falun zijn eerste wereldbekerzege. Tijdens de wereldkampioenschappen langlaufen 2013 in Val di Fiemme eindigde de Noor als 31e op de 15 kilometer vrije stijl. 
Op de wereldkampioenschappen langlaufen 2015 in Falun eindigde Krogh als vijfde op de 15 kilometer vrije stijl, op de teamsprint werd hij samen met Petter Northug wereldkampioen. In het seizoen 2014/2015 greep hij de eindzege in het wereldbeker sprintklassement. In Lahti nam Krogh deel aan de wereldkampioenschappen langlaufen 2017. Op dit toernooi veroverde hij de bronzen medaille op de 30 kilometer skiatlon, daarnaast eindigde hij als vierde op de sprint. Samen met Didrik Tønseth, Niklas Dyrhaug en Martin Johnsrud Sundby behaalde hij de wereldtitel op de estafette. Tijdens de Olympische Winterspelen van 2018 in Pyeongchang eindigde hij als achttiende op de 15 kilometer vrije stijl.
Op de wereldkampioenschappen langlaufen 2019 in Seefeld eindigde de Noor als twaalfde op de sprint.

## Resultaten

### Olympische Spelen
| Jaar | Plaats      | Resultaten            |
| ---- | ----------- | --------------------- |
| 2018 | Pyeongchang | 18e 15 km vrije stijl |

### Wereldkampioenschappen
| Jaar | Plaats        | Resultaten                                                   |
| ---- | ------------- | ------------------------------------------------------------ |
| 2013 | Val di Fiemme | 31e 15 km vrije stijl                                        |
| 2015 | Falun         | 5e 15 km vrije stijl · Teamsprint (vrije stijl)              |
| 2017 | Lahti         | 4e Sprint (vrije stijl) · 30 km skiatlon · 4×10 km estafette |
| 2019 | Seefeld       | 12e Sprint (vrije stijl)                                     |

### Wereldbeker
| Legenda | Legenda            |
| ------- | ------------------ |
| TdS     | Tour de Ski        |
| NO      | Nordic Opening     |
| LT      | Lillehammer Triple |
| RT      | Ruka Triple        |
| WBF     | Wereldbekerfinale  |
| STC     | Ski Tour Canada    |
| ST      | Ski Tour           |

Eindklasseringen
| Seizoen   | Algm  | DI  | SP    | TdS    |
| --------- | ----- | --- | ----- | ------ |
| 2010/2011 | 32e   | 48e | 60e   | –      |
| 2011/2012 | 87e   | 59e | 96e   | –      |
| 2012/2013 | 10e   | 31e | 11e   | 18e    |
| 2013/2014 | 21e   | 28e | 16e   | DNF    |
| 2014/2015 | 4e    | 18e | Goud  | –      |
| 2015/2016 | Brons | 4e  | Brons | Zilver |
| 2016/2017 | 10e   | 17e | 4e    | DNF    |
| 2017/2018 | 32e   | 30e | 36e   | DNF    |
| 2018/2019 | 31e   | 46e | 13e   | 20e    |
| 2019/2020 | 28e   | 25e | 38e   | –      |
| 2020/2021 | 85e   | –   | 45e   | –      |

Wereldbekerzeges individueel
| Nr. | Datum            | Plaats      | Onderdeel                      |
| --- | ---------------- | ----------- | ------------------------------ |
| 1.  | 20 maart 2011    | Falun       | 15 km vrije stijl WBF          |
| 2.  | 1 januari 2013   | Val Müstair | Sprint (vrije stijl) TdS       |
| 3.  | 24 maart 2013    | Falun       | 15 km vrije stijl WBF          |
| 4.  | 14 december 2014 | Davos       | Sprint (vrije stijl)           |
| 5.  | 14 februari 2015 | Östersund   | Sprint (klassieke stijl)       |
| 6.  | 15 februari 2015 | Östersund   | 15 km vrije stijl              |
| 7.  | 8 januari 2016   | Toblach     | 10 km vrije stijl TdS          |
| 8.  | 17 december 2016 | La Clusaz   | 15 km vrije stijl (massastart) |

Wereldbekerzeges team
| Nr. | Datum            | Plaats      | Onderdeel            | Teamgenoten                 |
| --- | ---------------- | ----------- | -------------------- | --------------------------- |
| 1.  | 20 november 2011 | Sjusjøen    | 4 × 10 km estafette  | Rønning / Berger / Northug  |
| 2.  | 24 januari 2016  | Nové Město  | 4 × 7,5 km estafette | Røthe / Sundby / Rundgreen  |
| 3.  | 18 december 2016 | La Clusaz   | 4 × 7,5 km estafette | Tønseth / Sundby / Gløersen |
| 4.  | 22 januari 2017  | Ulricehamn  | 4 × 7,5 km estafette | Krüger / Sundby / Gløersen  |
| 5.  | 9 december 2018  | Beitostølen | 4 × 7,5 km estafette | Iversen / Sundby / Røthe    |